# Wincenty z Lerynu

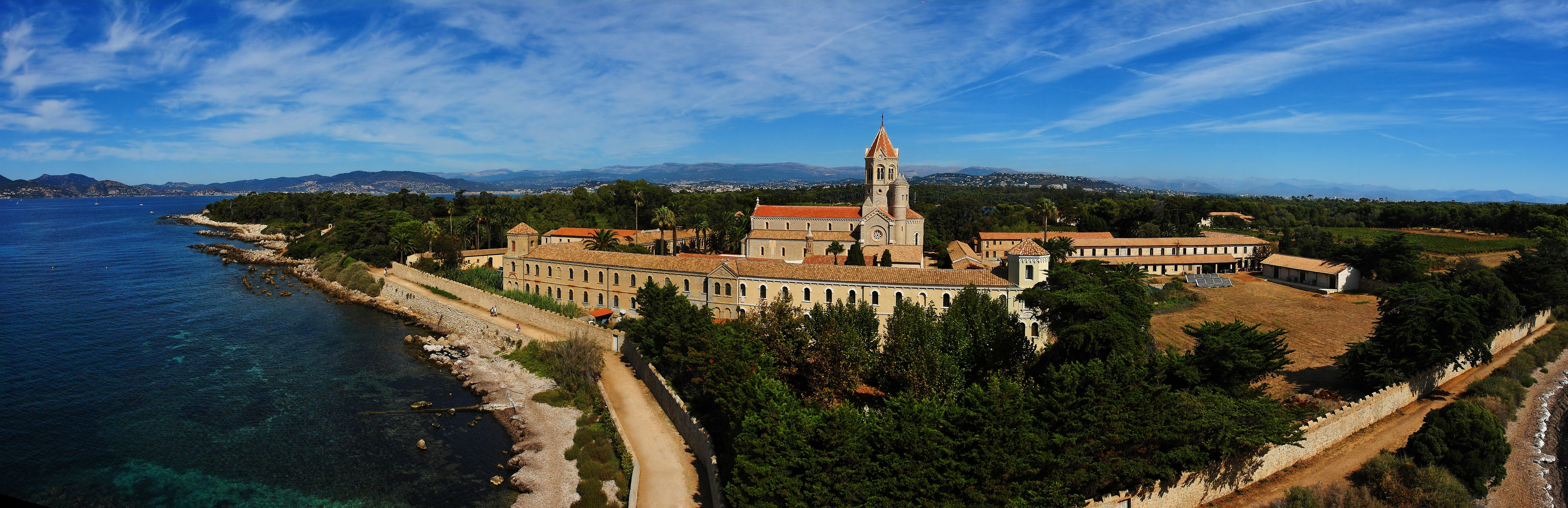
Opactwo Leryn na wyspie Saint-Honorat, należącej do archipelagu Leryńskiego, położonego blisko Cannes

Wincenty z Lerynu (ur. w Toul, zm. ok. 450 w Lerynie) – mnich, ojciec Kościoła, teolog i pisarz wczesnochrześcijański, święty Kościoła katolickiego, prawosławnego i anglikańskiego. Starokatolicyzm przyjmuje go za jednego ze swych patronów. Brat świętego Lupusa z Troyes.

## Życiorys
Informacje na temat biografii św. Wincentego z Lerynu są bardzo skąpe. 
Na pewno wiadomo, że Wincenty urodził się w mieście Toul, w północno-wschodniej części współczesnej Francji. Był bratem Lupusa z Troyes. Po odbyciu służby w wojsku udał się do klasztoru Leryn na wyspie Saint-Honorat, gdzie złożył śluby zakonne, a w końcu został opatem. W roku 434 pod pseudonimem „Peregrinus” napisał swój najsłynniejszy traktat Commonitorium.
Sformułował następujące kryterium chrześcijańskiej prawowierności: 

Źródłem wiary jest „Pismo święte”, ale jego interpretacja może być najrozmaitsza; nawet diabeł czyni z siebie egzegetę. Pewna jest ta interpretacja, która harmonizuje z sancti maiores, z poprzednikami w wierze.

Kryterium to stało się zasadą w myśl której postęp w pogłębianiu wiary ma być rozwinięciem nauki odziedziczonej po przodkach nie zaś zmianą.
Na temat zagadnienia relacji łaski a woli człowieka zajmował stanowisko św. Jana Kasjana i bronił jego poglądów. Stanowisko zostało nazwane terminem «synergia».
Od czasów reformacji „Pamiętnik” był wydawany kilkakrotnie w różnych językach.
Mimo iż po śmierci nie otoczono go czcią, wpisany został do martyrologiów przez Molanusa, a później Cezarego Baroniusza, który umieścił go tam pod dniem 24 maja.